# 뉴스 17
《뉴스 17》은 주말 오후 5시에 방송했던 연합뉴스TV의 주말 저녁 뉴스 프로그램이다.

## 경쟁 뉴스 프로그램
- KBS 뉴스 (주말) (KBS 1TV)
- MBC 뉴스 (주말) (MBC TV)
- SBS 뉴스 (주말) (SBS TV)
- OBS 뉴스 530 (OBS 경인TV)
- 채널A 뉴스 TOP 10 (채널A)
- 시사쇼 정치다 (TV조선)
- YTN 뉴스와이드 (YTN)